# Perczel Margit
Perczel Margit (Bonyhád, 1871. február 3. – Budapest, 1945. január 27.) festőművész, a bonyhádi Perczel család tagja.

## Életútja
Perczel Rudolf/Rezső (1838 k.–1878) birtokos és Tóth Emma/Elma leányaként született. Művészeti tanulmányait 1910 és 1920 között a budapesti képzőművészeti főiskolán, majd Nagybányán és Kecskeméten végezte, mestere Deák-Ébner Lajos volt. Rendszeresen dolgozott a nagybányai művésztelepen. 1915-től leginkább virágcsendéleteket és tájképeket állított ki a Nemzeti Szalonban. 1919 őszén részt vett a kecskeméti művészek és rajztanárok tárlatán az Újkollégiumban. Halálát bombatalálat okozta Budapesten 1945 januárjában.